# Euroliga Femenina
La Euroliga femenina (su nombre oficial es, en inglés, EuroLeague Women) es la máxima competición de clubs femeninos de baloncesto de Europa. La competición es organizada por la FIBA Europa.
La segunda competición del continente en importancia es la Eurocopa (EuroCup).

## Historia
La Euroliga Femenina es la principal competición femenina de baloncesto en Europa.
Establecida por primera vez por la FIBA en septiembre de 1958, la competición inaugural de clubes femeninos europeos consistió en 10 equipos y se produjo tras el éxito de un torneo equivalente para los clubes masculinos a principios de ese mismo año. El torneo masculino consistió en 46 partidos, con más de 100.000 espectadores que lo visualizaron en directo.
En el torneo inicial, el Slavia Sofía de Bulgaria fueron coronadas campeonas, derrotando al ŽBK Dinamo Moscú 64-40 en casa y luego 44-34 en la pista de Moscovitas. El formato de dos partidos de la final se mantuvo hasta 1976, antes de cambiar a un formato de partido único al año siguiente.
Durante sus años de formación, el torneo fue dominado por el Daugawa Riga de Letonia (entonces Unión Soviética) que apareció en 16 finales entre 1960 y 1977, ganando los 16 títulos. El club letón mantiene dos récords que son difíciles de superar, con 18 títulos generales, así como el récord de ganar 12 campeonatos consecutivos.
En la década de los noventa, la competición sufrió dos cambios clave. El primero, fue la introducción de la Final Four (final a cuatro) en 1992; y el segundo fue el renombrado de la competición en 1996, cuando pasó de ser conocida como Copa de Europa de los Clubes Campeones Femeninos a lo que se conoce como hoy: Euroliga Femenina.
El formato Final Four terminó en Ekaterimburgo en 2011, cuando el Halcón Avenida derrotó al Spartak Región de Moscú por 68-59; antes de la temporada 2011/2012 se anunció que la Final Four sería reemplazada por un torneo de Final a ocho.
Estambul recibió el honor de albergar el primer torneo de la Final a Ocho, donde el club español Ros Casares Valencia triunfó, derrotando a Rivas Ecópolis 65-52 en la final. En su segundo año, la Final a Ocho de la Euroliga Femenina se trasladó a Ekaterimburgo, donde los anfitriones del torneo, UMMC Ekaterinburg, ganaron 82-56 sobre Fenerbahçe en la final.
En 2014, Ekaterimburgo volvió a ser el anfitrión de lo que finalmente sería la edición final de la Final Ocho, con el torneo destinado a volver a un formato Final Four para esta temporada. Después de sorprender a los favoritos, UMMC Ekaterinburg, en las semifinales, el Galatasaray se convirtió en el primer club turco para levantar el título, derrotando al Fenerbahçe 69-58 en la final del torneo.

### Nombres de la competición
- Copa de Europa de los Clubes Campeones Femeninos: (1958-1996)
- Euroliga Femenina: (1996-presente)

## Sistema de la competición

### Entre 2004-2011
Participaron un total de 24 clubes en la competición europea femenina más importante. Fueron divididos en cuatro grupos de seis equipos cada uno con partidos como locales y visitantes.
Los cuatro clubes mejor clasificados de cada grupo se clasificaron para los octavos de final de los play-offs.
Los octavos de final se establecieron de acuerdo con la clasificación (partidos ganados, partidos perdidos, promedio de goles) de cada equipo en la ronda preliminar. Esta ronda se jugó en una eliminatoria de ida y vuelta.
Los ganadores de los octavos de final se clasificaron para la ronda de cuartos de final.
Los ganadores de la ronda de cuartos de final se clasificaron para la Final Four, organizada por uno de los clubes calificados. Las semifinales se disputaron un viernes y las finales un domingo.

## Palmarés
| Ed.                                              | Temporada                                        | Campeón                                          | Res.                                             | Subcampeón                                       | Resultados (ida/vuelta) / Sede final             |
| Copa de Europa de los Clubes Campeones Femeninos | Copa de Europa de los Clubes Campeones Femeninos | Copa de Europa de los Clubes Campeones Femeninos | Copa de Europa de los Clubes Campeones Femeninos | Copa de Europa de los Clubes Campeones Femeninos | Copa de Europa de los Clubes Campeones Femeninos |
| ------------------------------------------------ | ------------------------------------------------ | ------------------------------------------------ | ------------------------------------------------ | ------------------------------------------------ | ------------------------------------------------ |
| I                                                | 1958-59                                          | Slavia Sofía                                     | 97–84                                            | Dynamo Moscú                                     | 63–40 / 34–44                                    |
| II                                               | 1959-60                                          | Daugawa Rīga                                     | 111–71                                           | Slavia Sofía                                     | 62–28 / 49–43                                    |
| III                                              | 1960-61                                          | Daugawa Rīga                                     | 148–114                                          | Slovian Orbis Praga                              | 76–77 / 72–37                                    |
| IV                                               | 1961-62                                          | Daugawa Rīga                                     | 103–82                                           | SK Leningrado                                    | 55–38 / 48–44                                    |
| V                                                | 1962-63                                          | Slavia Sofía                                     | 112–106                                          | Slovian Orbis Praga                              | 52–57 / 60–49                                    |
| VI                                               | 1963-64                                          | Daugawa Rīga                                     | 103–101                                          | Sparta Praga                                     | 63–58 / 40–43                                    |
| VII                                              | 1964-65                                          | Daugawa Rīga                                     | 101–93                                           | Slavia Sofia                                     | 49–31 / 52–62                                    |
| VIII                                             | 1965-66                                          | Daugawa Rīga                                     | 135–95                                           | Slovian Orbis Praga                              | 62–39 / 73–56                                    |
| IX                                               | 1966-67                                          | Daugawa Rīga                                     | 111–93                                           | Sparta Praga                                     | 56–41 / 55–52                                    |
| X                                                | 1967-68                                          | Daugawa Rīga                                     | 134–92                                           | Sparta Praga                                     | 76–45 / 58–47                                    |
| XI                                               | 1968-69                                          | Daugawa Rīga                                     | 144–105                                          | Chemie Halle                                     | 62–48 / 82–57                                    |
| XII                                              | 1969-70                                          | Daugawa Rīga                                     | 120–87                                           | Wisła Kraków                                     | 61–45 / 59–42                                    |
| XIII                                             | 1970-71                                          | Daugawa Rīga                                     | 134–115                                          | Clermont                                         | 72–59 / 62–56                                    |
| XIV                                              | 1971-72                                          | Daugawa Rīga                                     | 166–118                                          | Sparta Praga                                     | 80–59 / 86–59                                    |
| XV                                               | 1972-73                                          | Daugawa Rīga                                     | 147–104                                          | Clermont                                         | 64–44 / 83–60                                    |
| XVI                                              | 1973-74                                          | Daugawa Rīga                                     | 164–120                                          | Clermont                                         | 96–67 / 69–53                                    |
| XVII                                             | 1974-75                                          | Daugawa Rīga                                     | 159–115                                          | Sparta Praga                                     | 87–59 / 72–56                                    |
| XVIII                                            | 1975-76                                          | Sparta Praga                                     | 132–115                                          | Clermont                                         | 55–58 / 77–57                                    |
| XIX                                              | 1976-77                                          | Daugawa Rīga                                     | 76–53                                            | Clermont                                         | Barcelona, España                                |
| XX                                               | 1977-78                                          | Sesto Geas                                       | 74–66                                            | Sparta Praga                                     | Niza, Francia                                    |
| XXI                                              | 1978-79                                          | Crvena zvezda                                    | 97–62                                            | BSE                                              | La Coruña, España                                |
| XXII                                             | 1979-80                                          | FIAT                                             | 75–66                                            | Minyor Pernik                                    | Wittenheim, Francia                              |
| XXIII                                            | 1980-81                                          | Daugawa Rīga                                     | 83–65                                            | Crvena zvezda                                    | Saint-Nazaire, Francia                           |
| XXIV                                             | 1981-82                                          | Daugawa Rīga                                     | 78–56                                            | Minyor Pernik                                    | Colonia, Alemania                                |
| XXV                                              | 1982-83                                          | Zolu Vicenza                                     | 76–67                                            | Agon 08 Düsseldorf                               | Venecia, Italia                                  |
| XXVI                                             | 1983-84                                          | Levski Sofia                                     | 82–77                                            | Zolu Vicenza                                     | Budapest, Hungría                                |
| XXVII                                            | 1984-85                                          | Fiorella Vicenza                                 | 63–55                                            | Daugawa Rīga                                     | Viterbo, Italia                                  |
| XXVIII                                           | 1985-86                                          | Primigi Vicenza                                  | 71–57                                            | Agon 08 Düsseldorf                               | Milán, Italia                                    |
| XXIX                                             | 1986-87                                          | Primigi Vicenza                                  | 86–73                                            | Dynamo Novosibirsk                               | Salónica, Grecia                                 |
| XXX                                              | 1987-88                                          | Primigi Vicenza                                  | 70–64                                            | Dynamo Novosibirsk                               | Düsseldorf, Alemania                             |
| XXXI                                             | 1988-89                                          | Jedinstvo Tuzla                                  | 74–70                                            | Primigi Vicenza                                  | Florencia, Italia                                |
| XXXII                                            | 1989-90                                          | Enimont Libertas Trogylos                        | 86–71                                            | CSKA Moscow                                      | Cesena, Italia                                   |
| XXXIII                                           | 1990-91                                          | Conad Cesena                                     | 84–66                                            | Arvika                                           | Barcelona, España                                |
| XXXIV                                            | 1991-92                                          | Dorna Godella                                    | 66–56                                            | Dynamo Kiev                                      | Bari, Italia                                     |
| XXXV                                             | 1992-93                                          | Dorna Godella                                    | 66–58                                            | Pool Comense                                     | Liria, España                                    |
| XXXVI                                            | 1993-94                                          | Pool Comense                                     | 79–68                                            | Dorna Godella                                    | Poznań, Polonia                                  |
| XXXVII                                           | 1994-95                                          | Pool Comense                                     | 64–57                                            | Dorna Godella                                    | Como, Italia                                     |
| XXXVIII                                          | 1995-96                                          | Wuppertal                                        | 76–62                                            | Pool Comense                                     | Sofia, Bulgaria                                  |
| Euroliga Femenina                                |                                                  |                                                  |                                                  |                                                  |                                                  |
| XXXIX                                            | 1996-97                                          | Bourges                                          | 71–52                                            | Wuppertal                                        | Larissa, Grecia                                  |
| XL                                               | 1997-98                                          | Bourges                                          | 76–64                                            | Pool Getafe                                      | Bourges, Francia                                 |
| XLI                                              | 1998-99                                          | Ružomberok                                       | 63–48                                            | Pool Comense                                     | Brno, República Checa                            |
| XLII                                             | 1999-00                                          | Ružomberok                                       | 67–64                                            | CJM Bourges                                      | Ružomberok, Eslovaquia                           |
| XLIII                                            | 2000-01                                          | CJM Bourges                                      | 73–71                                            | Valenciennes Olympic                             | Messina, Italia                                  |
| XLIV                                             | 2001-02                                          | Valenciennes Olympic                             | 78–72                                            | Lotos VBW Clima Gdynia                           | Liévin, Francia                                  |
| XLV                                              | 2002-03                                          | UMMC Ekaterinburg                                | 82–80                                            | Valenciennes Olympic                             | Bourges, Francia                                 |
| XLVI                                             | 2003-04                                          | Valenciennes Olympic                             | 93–69                                            | Lotos VBW Clima Gdynia                           | Pécs, Hungría                                    |
| XLVII                                            | 2004-05                                          | VBM-SGAU Samara                                  | 69–66                                            | Gambrinus Brno                                   | Samara, Rusia                                    |
| XLVIII                                           | 2005-06                                          | Gambrinus Brno                                   | 68–54                                            | VBM-SGAU Samara                                  | Brno, República Checa                            |
| XLIX                                             | 2006-07                                          | Spartak Región de Moscú                          | 76–62                                            | Ros Casares Valencia                             | Vidnoje, Rusia                                   |
| L                                                | 2007-08                                          | Spartak Región de Moscú                          | 75–60                                            | Gambrinus Brno                                   | Brno, República Checa                            |
| LI                                               | 2008-09                                          | Spartak Región de Moscú                          | 85–70                                            | Halcón Avenida Salamanca                         | Salamanca, España                                |
| LII                                              | 2009-10                                          | Spartak Región de Moscú                          | 87–80                                            | Ros Casares Valencia                             | Valencia, España                                 |
| LIII                                             | 2010-11                                          | Halcón Avenida Salamanca                         | 68–59                                            | Spartak Región de Moscú                          | Ekaterimburgo, Rusia                             |
| LIV                                              | 2011-12                                          | Ros Casares Valencia                             | 65–52                                            | Rivas Ecópolis                                   | Estambul, Turquía                                |
| LV                                               | 2012-13                                          | UMMC Ekaterinburg                                | 82–56                                            | Fenerbahçe                                       | Ekaterimburgo, Rusia                             |
| LVI                                              | 2013-14                                          | Galatasaray                                      | 69–58                                            | Fenerbahçe                                       | Ekaterimburgo, Rusia                             |
| LVII                                             | 2014-15                                          | USK Praha                                        | 72–68                                            | UMMC Ekaterinburg                                | Praga, República Checa                           |
| LVIII                                            | 2015-16                                          | UMMC Ekaterinburg                                | 72–69                                            | Nadezhda Oremburgo                               | Estambul, Turquía                                |
| LIX                                              | 2016-17                                          | Dynamo Kursk                                     | 77–63                                            | Fenerbahçe                                       | Ekaterimburgo, Rusia                             |
| LX                                               | 2017-18                                          | UMMC Ekaterinburg                                | 72–53                                            | Sopron Basket                                    | Sopron, Hungría                                  |
| LXI                                              | 2018-19                                          | UMMC Ekaterinburg                                | 91–67                                            | Dynamo Kursk                                     | Sopron, Hungría                                  |
| LXII                                             | 2019-20                                          | Edición suspendida por la pandemia de COVID-19.  | Edición suspendida por la pandemia de COVID-19.  | Edición suspendida por la pandemia de COVID-19.  | Edición suspendida por la pandemia de COVID-19.  |
| LXIII                                            | 2020-21                                          | UMMC Ekaterinburg                                | 78–68                                            | Perfumerías Avenida Salamanca                    | Estambul, Turquía                                |
| LXIV                                             | 2021-22                                          | Sopron Basket                                    | 60–55                                            | Fenerbahçe                                       | Estambul, Turquía                                |
| LXV                                              | 2022-23                                          | Fenerbahçe                                       | 99–60                                            | Çukurova Basketbol                               | Praga, República Checa                           |
| LXVI                                             | 2023-24                                          | Fenerbahçe                                       | 106–73                                           | ESB Villeneuve-d'Ascq                            | Mersin, Turquía                                  |
| LXVII                                            | 2024-25                                          | USK Praha                                        | 66–53                                            | Çukurova Basketbol                               | Zaragoza, España                                 |

## Palmarés por equipos
| Copa/s | Equipo                        | País            | Año/s |
| ------ | ----------------------------- | --------------- | --- |
| 18     | Daugawa Riga                  | Unión Soviética | 1960, 1961, 1962, 1964, 1965, 1966, 1967, 1968, 1969, 1970, 1971, 1972, 1973, 1974, 1975, 1977, 1981, 1982 |
| 6      | UMMC Ekaterinburg             | Rusia           | 2003, 2013, 2016, 2018, 2019, 2021                                                                         |
| 5      | As Primigi Vicenza            | Italia          | 1983, 1985, 1986, 1987, 1988                                                                               |
| 4      | Spartak Región de Moscú       | Rusia           | 2007, 2008, 2009, 2010                                                                                     |
| 3      | CJM Bourges Basket            | Francia         | 1997, 1998, 2001                                                                                           |
| 2      | BK Slavia Sofia               | Bulgaria        | 1959, 1963                                                                                                 |
| 2      | C. B. Godella                 | España          | 1992, 1993                                                                                                 |
| 2      | SFT Como                      | Italia          | 1994, 1995                                                                                                 |
| 2      | MBK Ružomberok                | Eslovaquia      | 1999, 2000                                                                                                 |
| 2      | US Valenciennes               | Francia         | 2002, 2004                                                                                                 |
| 2      | Fenerbahçe                    | Turquía         | 2023, 2024                                                                                                 |
| 2      | USK Praga                     | República Checa | 2015, 2025                                                                                                 |
| 1      | Sparta de Praga               | Checoslovaquia  | 1976 |
| 1      | GEAS Sesto San Giovanni       | Italia          | 1978 |
| 1      | Stella Rossa Belgrado         | Yugoslavia      | 1979 |
| 1      | Sisport Fiat Torino           | Italia          | 1980 |
| 1      | Levski-Spartak Sofia          | Bulgaria        | 1984 |
| 1      | Jedinstvo-Aida Tuzla          | Yugoslavia      | 1989 |
| 1      | Trogylos Enimont Priolo       | Italia          | 1990 |
| 1      | Conad-Unicar Cesena           | Italia          | 1991 |
| 1      | BTV Wuppertal                 | Alemania        | 1996 |
| 1      | VBM-SGAU Samara               | Rusia           | 2005 |
| 1      | Gambrinus Brno                | República Checa | 2006 |
| 1      | Perfumerías Avenida Salamanca | España          | 2011 |
| 1      | Ros Casares Valencia          | España          | 2012 |
| 1      | Galatasaray                   | Turquía         | 2014 |
| 1      | Dynamo Kursk                  | Rusia           | 2017 |
| 1      | Sopron Basket                 | Hungría         | 2022 |

## Líderes estadísticos
- Puntos: Ann Wauters. 3426[3][4]